# Nagroda literacka fundacji Servais
Nagroda literacka fundacji Servais (fr. Prix Servais pour la littérature) – luksemburska nagroda literacka, przyznawana przez fundację Servais od 1992 r. Nagroda przyznawana jest za dzieła literackie, tworzone przez pisarzy pochodzących z Luksemburga bez względu na język, w jakim dzieło zostało opublikowane (niemiecki, francuski i luksemburski).
| Rok  | Autor                               | Tytuł oryginalny                                           |
| ---- | ----------------------------------- | ---------------------------------------------------------- |
| 2018 | Nico Helminger                      | Kuerz Chronik vum Menn Malkowitsch sengen Deeg an der Loge |
| 2017 | Nora Wagener                        | Larven. Kurze Geschichten                                  |
| 2016 | Jean Portante                       | L'Architecture des temps instables                         |
| 2015 | Roland Meyer                        | Roughmix                                                   |
| 2014 | Nico Helminger                      | Abrasch                                                    |
| 2013 | Pol Greisch                         | De Monni aus Amerika                                       |
| 2012 | Gilles Ortlieb                      | Tombeau des anges                                          |
| 2011 | Jean Krier                          | Herzens Lust Spiele                                        |
| 2010 | Tania Naskandy (właśc. Guy Rewenig) | Sibiresch Eisebunn                                         |
| 2009 | Pol Sax                             | U5                                                         |
| 2008 | Anise Koltz                         | L'ailleurs des mots                                        |
| 2007 | Lambert Schlechter                  | Le murmure du monde                                        |
| 2006 | Guy Rewenig                         | Passt die Maus ins Schneckenhaus?                          |
| 2005 | Jean-Paul Jacobs                    | Jenes Gedicht & Mit nichts                                 |
| 2004 | Claudine Muno                       | Frigo                                                      |
| 2003 | Jean Sorrente                       | Et donc tout un roman                                      |
| 2002 | Guy Helminger                       | Rost                                                       |
| 2001 | Roland Harsch                       | Laub und Nadel                                             |
| 2000 | Pol Schmoetten                      | Der Tag des Igels                                          |
| 1999 | Jhemp Hoscheit                      | Perl oder Pica                                             |
| 1998 | José Ensch                          | Dans les cages du vent                                     |
| 1997 | Margret Steckel                     | Der Letzte vom Bayrischen Platz                            |
| 1996 | Lex Jacoby                          | Wasserzeichen                                              |
| 1995 | Joseph Kohnen                       | nagroda specjalna, przyznana za prace literaturoznawcze    |
| 1994 | Jean Portante                       | Mrs. Hallory ou Les mémoires d'une baleine                 |
| 1993 | Pol Greisch                         | Äddi Charel - Besuch - E Stéck Streisel                    |
| 1992 | Roger Manderscheid                  | De Papagei um Käschtebam                                   |